# فرانك برونر
فرانك برونر (بالإنجليزية: Frank Brunner)‏ هو رسام توضيحي أمريكي، ولد في 21 فبراير 1949.

## وصلات خارجية
- الموقع الرسمي